# حبیبه سادات
حبیبه سادات (زاده ۱۳۴۵ ولسوالی لشکرگاه - ولایت هلمند) سیاستمدار افغانستانی و نماینده مردم ولایت هلمند در دوره شانزدهم مجلس نمایندگان است. وی در مجلس شانزدهم نمایندگان افغانستان عضو کمیسیون مواصلات، مخابرات، امور انکشاف شهری، تهیه مسکن، تهیه آب و برق و امور شاروالی‌ها می‌باشد.

## زندگی‌نامه
حبیبه سادات زاده ۱۳۴۵ از ولسوالی لشکرگاه ولایت هلمند است. وی تحصیلات متوسطه خود را در لیسه/دبیرستان عالی لشکرگاه در سال ۱۳۶۱ به اتمام رسانید و توانست از انستیتیوت تربیت معلم هند و دانشگاه اقتصاد در کویته پاکستان مدرک فارغ‌التحصیل خود را کسب کند.

## دیگر فعالیت‌ها
دیگر فعالیت‌های وی:
- ۲ سال مربی در UNO.
- ۲ سال معاون سروی.
- ١٥ سال به عنوان ترتیب کننده برنامه‌های تعلیمی برای مهاجرین افغانستانی در اداره Save the children.